# Bradicardie
Bradicardie este denumirea medicală dată scădereii frecvenței cardiace sub 60 de bătăi pe minut la adulți și la mai puțin de 80 bătăi pe minut la copil, având în vedere că inima unui adult sănătos bate de 60-90 de ori pe minut, atunci când persoana respectivă se află în stare de repaus. Etimologic, cuvântul se compune din  bradys, care înseamnă lent, și din kardia, care înseamnă inimă.
Accelerarea frecvenței bătăilor inimii peste 90 de pulsații pe minut se numește tahicardie.
Uneori bradicardia este considerată normală. La adulții tineri și sănătoși și la atleții bine antrenați, frecvența cardiacă în repaus are adesea valori sub 60 de bătăi pe minut. Bradicardia sinusală aritmică, numita și bradiaritmie, are o alură a bătăilor cardiace anormal de scăzută datorată anumitor afecțiuni. În formele severe de bradicardie, inima bate atât de rar încât nu pompează suficient sânge pentru a acoperi nevoile organismului, ceea ce poate duce la deces.

## Simptome
Atunci când, datorită frecvenței cardiace foarte joase, inima nu pompează suficient sânge pentru a acoperi nevoile organismului, pot apărea următoarele simptome:
- vertij (amețeli)
- sincopă (leșin) sau presincopă
- oboseală excesivă
- dispnee (respirație dificilă)
- palpitații
- durere în piept sau angină pectorală (ca urmare a unui aport insuficient de oxigen la nivelul mușchiului inimii)
- scăderea toleranței la efort (apariția oboselii la eforturi mici)
- confuzie sau dificultăți de concentrare

Există și oameni cu bradicardie care nu prezintă simptome.

## Cauze
Două din cauzele cele mai frecvente ale bradicardiei sunt următoarele:
- boala nodului sinoatrial, care este stimulatorul natural al inimii (sindromul sinusului bolnav)
- afecțiuni ale sistemului de conducere electric al inimii (bloc de ramură).

Bradicardia sinusală, poate constitui manifestarea unei afecțiuni mai grave, cum ar fi:
- infarctul miocardic,
- hipotiroidia,
- miocardita,
- endocardita,
- boli ale arterelor coronare,
- potasemia.

Alte cauze:
- administrarea anumitor medicamente (digitalice, betablocante, antiaritmice etc.)
- diabetul zaharat,
- hipercolesterolemia,
- intoxicatia cu nicotină,
- obezitatea,
- sedentarismul.

## Factori de risc
Factorii de risc sunt de două feluri:
- necontrolabili (vârstă, sex, antecedente familiale de boală cardiacă, boli cardiace congenitale). La factorii necontrolabili, prin simpla lor cunoaștere, se poate micșora riscul prin faptul că pot ajuta la luarea unor decizii corecte privind ceilalți factori.
- controlabili și modificabili (diabet, colesterol ridicat, hipertensiune arterială, fumat, boli arteriocoronariene, infarct, abuz de medicamente sau/și alcool, greutate corporală mare, dietă cu multe grăsimi, stil de viață sedentar, stres, anumite medicamente luate în cantități necorespunzătoare). Factorii controlabili țin de voința pacientului și pot fi modificați, astfel încât să micșoreze riscul apariției bolii cardiace.